# SMS Glyndwr
SMS „Glyndwr” – niemiecki tender wodnosamolotów z okresu I wojny światowej.

## Historia
Frachtowiec „Craigronald” został zbudowany w Glasgow w stoczni A Rodger & Company, wodowanie odbyło się we wrześniu 1904. Statek mierzył 110,7 metrów długości, 13,4 metry szerokości, jego zanurzenie wynosiło do 5,8 metrów. Napęd stanowiła pojedyncza maszyna parowa potrójnego rozprężania z dwoma kotłami i jedną śrubą o mocy 1600 IHP, co dawało jednostce prędkość maksymalną 11 węzłów. Statek został zbudowany dla Scarisbrick Shipping Company.
W 1911 nazwa statku została zmieniona na „Glyndwr” na cześć walijskiego władcy Owena Glendowera (Owain Glyndŵr)
W momencie wybuchu I wojny światowej statek przebywał w Danzig, gdzie został internowany i przebudowany w stoczni Kaiserliche Werft do roli tendra wodnosamolotów. Wyposażenie lotnicze stanowiły dwa wodnosamoloty, dodatkowo okręt był uzbrojony w dwie armaty 4-funtowe. Okręt wszedł do służby 16 grudnia 1914 pod niezmienioną nazwą.
Po wejściu do służby okręt został ponownie zmodyfikowany, mógł przenosić do czterech samolotów, a uzbrojenie zostało zamienione na dwie armaty 105 mm. Okręt ponownie wszedł do służby 11 stycznia 1915. Na pokładzie okrętu nie wybudowano żadnych hangarów, samoloty były serwisowane bezpośrednio na pokładzie. Okręt był wyposażony w samoloty Flugzeugbau Friedrichshafen, głównie Friedrichshafen FF.33.
Począwszy od 1915 okręt operował na Bałtyku, od 28 marca do 22 maja bazował w Memel, a później w Libau, gdzie jego samoloty, wraz z samolotami z SMH „Santa Elena”, patrolowały wybrzeże Kurlandii i wody Zatoki Ryskiej, biorąc także udział w operacjach ofensywnych przeciwko siłom rosyjskim.
4 czerwca okręt wszedł na minę i został poważnie uszkodzony, został wysłany do Gdańska, gdzie był naprawiany przez sześć miesięcy, do służby powrócił 16 grudnia 1915. Naprawy okazały się niezadowalające i okręt musiał powrócić do stoczni, gdzie dokonano wielu dodatkowych napraw, do służby wszedł ponownie 9 kwietnia 1916 kiedy rozpoczął służbę na wodach Sundu. Pomimo licznych napraw, okręt nadal sprawiał wiele problemów i został wycofany ze służby jako okręt lotniczy we wrześniu 1916, „Glyndwr” już do końca wojny służył jako hulk.
Po zakończeniu wojny, 21 stycznia 1919 okręt został przekazany Wielkiej Brytanii, gdzie ponownie wszedł do służby jako frachtowiec pod nazwą Akenside. W 1920 został sprzedany greckiej firmie i przemianowany na Agia Varvara. Statek złomowano w połowie lat 50.